# Литовченко, Максим Викторович
Макси́м Ви́кторович Лито́вченко (род. 16 августа 1969, Москва) — российский актёр театра и кино.

## Биография
Родился 16 августа 1969 года в Москве. Детство и юность провёл на Таганке. В 2001 году окончил режиссёрский факультет ГИТИСа (мастерская Петра Фоменко). Играет в Московском театре «Мастерская Петра Фоменко». В 2012 году в спектакле «Театральный роман» по Михаилу Булгакову сыграл роль Ивана Васильевича (Станиславского). Несколько лет профессионально занимался и занимается по сей день парашютным спортом, в том числе прыжками со сверхнизких высот.
В 2004 году в составе команды НП «ГЛАВПРЫГ» принял участие в установлении мирового рекорда — с Останкинской башни одновременно прыгнули 30 парашютистов.

## Фильмография
- 1998 — Стрингер — десантник
- 2000 — Расставаясь с Москвой

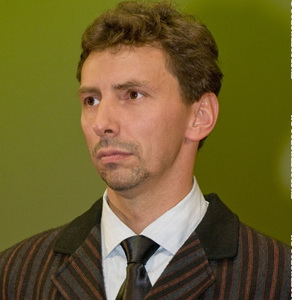
Максим Литовченко на премьере фильма «Ласковый май» в октябре 2009 года

- 2001 — Гражданин начальник — ведущий конкурса красоты
- 2001 — Дальнобойщики (11-я серия «Побег») — «Вольт», бежавший зэк
- 2002 — Копейка — карточный шулер
- 2003 — Ангел на дорогах
- 2003 — Прощание в июне — студент Букин
- 2003 — Стилет — Юра
- 2004 — Штрафбат — Виктор Кобылко, штрафник
- 2004 — Стилет 2 — Рыжий
- 2005 — Бой с тенью — Шлыков
- 2005 — Мужской сезон: Бархатная революция
- 2006 — Эйфория — Андрюха
- 2006 — Герой нашего времени — длинный казак
- 2007 — Бой с тенью 2: Реванш — Шлыков
- 2007 — Завещание Ленина — шофёр
- 2007 — Диверсант 2: Конец войны — эпизод
- 2007 — Личная жизнь доктора Селивановой — Дима
- 2008 — Бухта пропавших дайверов
- 2008 — Путешествие во влюбленность — Свен
- 2009 — Запрещенная реальность
- 2009 — Ласковый май — Сергей Кузнецов
- 2010 — Отблески — Артем
- 2010 — Брестская крепость — Терещенко, пограничник
- 2010 — Глухарь. Снова Новый — Эдуард
- 2010 — Жуков — подполковник, полковник Иван Кудрявцев
- 2010 — Судмедэксперты — Петровский
- 2010 — Вторые — Монгол
- 2010 — Женская Лига — Доминикана
- 2011 — Непрожитое
- 2011 — Бой с тенью 3 — Шлыков
- 2012 — Легавый — Роман Львович Баженин, полковник МГБ
- 2012 — Чкалов — Байдуков
- 2013 — Ёлки 3 — муж Людмилы
- 2013 — Ангел или демон —
- 2013 — Красные горы — Агеев
- 2013 — Бомба — «Дельфин», резидент русской разведки в США
- 2014 — Метеорит — Стас Гришин
- 2014 — Господа-товарищи — Алекс, жених Анны Вараксиной
- 2015 — Свет и тень маяка — Лобов, преподаватель психологии
- 2015 — Людмила Гурченко — Юрий Никулин
- 2015 — Пенсильвания — Андрей Голицын, егерь
- 2015 — Обратная сторона Луны 2 — дворник
- 2016 — День выборов 2 — Сергей Петрович, начальник штаба Балашова
- 2016 — Отель Элеон — писатель Виктор Олегович
- 2016 — Отражение радуги — Леонид Малиновский, капитан полиции
- 2016 — Клад — Сергей
- 2016 — Шелест — «Ворон»
- 2018 — Молодёжка — Всеволод Горовой, хоккеист
- 2018 — Динозавр — Валентин Петрович Сергиенков, прапорщик ФСИН
- 2018 — Презумпция невиновности — Николай Сергеевич Солнцев, врач-кардиолог
- 2019 — Куба. Личное дело — Антон Гранин
- 2019 — СМЕРШ — генерал-майор Гончар, начштаба Волховского фронта
- 2019 — По законам военного времени 3 — Лев Николаевич Авдеев, капитан 2-го ранга военно-морской контрразведки
- 2019 — Ангел-хранитель[1] — Семён Фамицкий, доктор
- 2020 — Ищейка-4 — Михаил Кипелов
- 2020 — Чёрное море — «Великан»
- 2020 — Чужая стая — Руслан Галеев, оперуполномоченный полиции
- 2020 — Война семей (телесериал) — Сергей, флорист
- 2021 — Крюк — Лозинский, отец Романа
- 2021 — Напарники (телесериал) — Комаров Евгений Альбертович
- 2021 — Алиби — Максим Глазков, художник
- 2022 — И снова здравствуйте! — преподаватель медицинского института
- 2023 — Раневская — Ростислав Плятт

## Роли в театре
- «Гедда Габлер» — Левборг
- «Дом где разбиваются сердца» — Босс Менген
- «Как жаль…» — Сальваторе
- «Триптих» — Барин, Монах, Дон Карлос, Командор, Смерть
- «Театральный Роман» — режиссер Иван Васильевич